# Varsányi Ferenc (filmrendező)
Varsányi Ferenc (szakmai neve Umbertó, írói álneve Frency V. Wizard) (Budapest, 1950. július 23. –) Balázs Béla-díjas magyar filmrendező, forgatókönyvíró, producer, egyetemi oktató.

## Életpályája
1973–1974-ben az Animációs Akadémián (Pannónia Filmstúdióban) tanult. 1975–1989 között a Pannónia Filmstúdió rendezője volt. 1978–1982 között animációs gyermekszakkört vezetett. 1979–1982 között az Iparművészeti Főiskola Továbbképző Intézetének animáció szakán tanult. 1982–1983-ban rajztanárokat oktatott. 1982–1985 között a Színház- és Filmművészeti Főiskola tv-rendező szakos hallgatója volt. 1982–1989 között a Film- és Tv-művészek Szövetségének vezetőségi tagja volt. 1985–1986-ban animációs tanfolyamot vezetett. 1986–1987-ben videótanfolyamot vezetett. 1987–1989 között a Színház- és Filmművészeti Főiskola óraadó tanára volt. 1989–1990-ben az ausztráliai Soundstage Animation Ltd. magyarországi művészeti igazgatója volt. 1991–1995 között a hollywoodi Klasky/Csupo Inc. igazgatója, valamint a Varga Stúdióban rendezett, forgatókönyveket írt. 1996–2001 között a Feature Films for Families technikai rendezője volt. 1998 óta a Magyar Rajzfilm Produkciós Iroda ügyvezető igazgatója. 2001 óta a Cartoon Works rendezője.

## Filmjei
- Suli-buli (1982)[1]
- Csepke (1987)
- Csepke világgá megy (1987)
- Jaj, a szörnyek! (1994-1996) (Hová tűnt a sok szörny?)
- Keresztesek egykor és ma (2020)
- Volt egyszer egy regényhős, akit P. Howardnak hívtak[2] (2010)
- Piszkos Fred közbelép Archiválva 2018. március 24-i dátummal a Wayback Machine-ben (trailer, 2016)

## Könyvei
- Frency V. Wizard: A démon / A sámán. Két kisregény; Hunga-print, Bp., 1993
- Sárkányföld titka; a szerző illusztrációival; Mágus, Bp., 1996 (Könyvfalók könyvtára)
- "Ezer lépcsős hegy" avagy Út "éntől az Énig". Ezer lépés a meditáció útján; Brooks, Törökbálint, 2018

## Díjai, elismerései
- Ifjúsági díj (1983) Suli-buli
- Kecskeméti Animációs Fesztivál zsűri különdíj (1985) Gyerekstúdió II.
- a Montreux-i TV fesztivál Golden Rose díja (1990) Variációk
- MTV elnökének díja (1990) Variációk
- Emmy-díj (1992)
- Balázs Béla-díj (2020)